# Call d'Inca
El Call d'Inca és un antic nucli d'habitatges i comerços els propietaris dels quals eren practicants de la religió jueva. Inca és una localitat de 30.000 habitants situada al centre de l'Illa de Mallorca, a les Illes Balears.

## Història
Es té constància de població jueva amb la conquesta de Mallorca per part de Jaume I en 1229 encara que la presència d'aquests ja estava documentada al segle v pel bisbe Sever de Menorca.
L'origen del Call Jueu d'Inca es remunta a 1346 a ordre de Pere el Cerimoniós, per sol·licitud del governador general de Mallorca (Gilabert de Centelles) a causa dels altercats que aquests sofrien per part d'habitants de la ciutat d'Inca, la majoria cristians, els qui es queixaven de la presència de jueus repartits per tota la ciutat.
Per definir el lloc, el lloctinent del governador (Berenguer d'Oms) juntament amb un assessor, va traçar una primera ubicació a la qual la comunitat jueva es va negar fent-li-ho saber directament al rei, ja que el lloc conegut com a "Carrer d'a Prats" tenia cases en completa ruïna. Pere IV va acceptar i va posar en comunicat a Gilabert de Centelles la queixa per part de la comunitat jueva inquera, i va ordenar que es posés a un jurisperit que tingués la confiança de la comunitat per buscar un lloc apropiat.
A causa que Gilabert de Centelles havia de marxar cap a València i Catalunya per assumptes del rei, va delegar a Guillem de Lagostera, qui en 1353 es presenta en Inca amb el jurisperit Ramon de Capeir i Jaume de Buadella (jurat de Palma), reunint-se amb els Jurats d'Inca i Secretaris de l'Aljama amb els qui acorden finalment el lloc conegut com a "Carrer d'en Pascolet".
A partir d'aquí comencen els problemes quant a l'índole econòmic, ja que s'embargaven les cases ja existents als quals els jueus havien d'abonar un preu que els propietaris no estaven d'acord, un buit en el temps replet de reclamacions al monarca i al governador que duraria gairebé 24 anys amb el dictamen del rei que la diferència del pagat i el valorat pels propietaris s'havia d'encarregar d'abonar la Universitat d'Inca, provocant un enfrontament entre Universitat i propietaris.
Van ser nomenades quatre persones, dues cristianes i dues jueves, per acordar els preus de vendes i lloguers de les cases del que seria el Call, però davant els preus es va queixar la Universitat d'Inca formulant escrit al rei i paralitzant tot el procés quedant en suspens per un període de 10 anys on el governador va donar ordre d'executar la sentència i continuar amb el procés del Call, però no va ser fins a 1363 amb el nou governador Bernat de Tous que es va començar a executar, es nomenen una nova comissió de valorització formada per Montroig i Palou (cristians) amb Faquim i Fallux (jueus).
Entre 1363 i 1372, no hi ha referències conegudes, se sap que va haver de nou queixes pels preus per part de propietaris embargats de les cases del nou Call, presentant recursos davant les autoritats.
El 1372 es formalitza queixa per part dels secretaris de l'aljama respecte el fet que el governador Tous va donar ordre que es creessin dues portes que mantinguessin el barri jueu tancat per evitar el pillatge i agressions per part dels cristians als jueus, a causa que només existia d'un d'aquests portals (el portal d'En Reboll), eren agredits i molts jueus se n'anaven per por, per això exigien la construcció de l'altre portal i sol·licitaven penes als agressors.
S'estipula que els Jueus van entrar en possessió del Call entre Setembre i Octubre de 1372 
En 1391 coincidint amb els assalts per part de cristians a les jueries aragoneses i castellanes, assalten també la d'Inca i Palma arrasant pràcticament tot el barri, calant foc a les cases i comerços.

## Dades d'interès
Es pot considerar al Call d'Inca com la segona Aljama de Mallorca, la principal era la de Palma però a partir de 1383 els Secretaris de l'Aljama de Palma deleguen als d'Inca, fent-la d'aquesta manera pràcticament independent.
Lamentablement va durar molt poc a causa de la destrucció de 1391 i a la conversió de la majoria dels supervivents.
Tot apunta al fet que el Call posseïa Sinagoga, ja que apareixen en uns documents que en 1392 la conversa Bartomeua reclamava els drets d'herència de les propietats del seu avi "Jucef Ben Baharon rabí de l'escola Judaica del Call".
En el plànol realitzat pel prevere Dr. Sebastià Sans en 1808, apareix referenciat com "El Call" i numerat amb el 10
En 2014 va ser trobat el que és ara com ara el plànol més antic d'Inca, atribuït a Jeroni de Berard en 1790, segons els investigadors de la UIB (Antoni Ginard, Joan Estrany i Francesca Tugores) va ser utilitzat per Sebastià Sans per efectuar el seu gravat de 1808, ja que havien realitzat col·laboracions conjuntes.

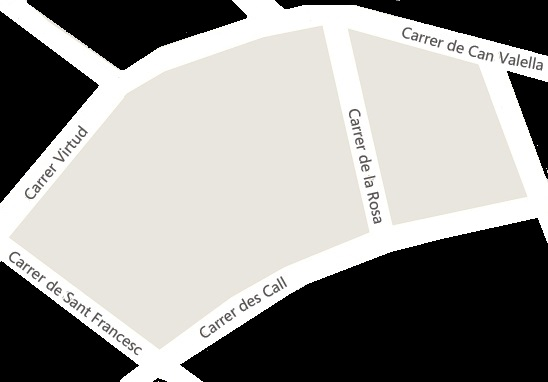
Denominació actual dels carrers del Call d'Inca

Actualment en el casal de Can Monroig (antic Ca Mora), els propietaris van realitzar un procés de restauració total i excavacions trobant restes arquitectòniques i ceràmiques amb la probabilitat que siguin restes de l'antic Call així com de l'època musulmana.
El Call Jueu es localitza entre els carrers de Sant Francesc, la Virtut, Ca Valella, Pare Cerdà, el Call i la Rosa.

## Demografia
Es calcula que eren aproximadament unes 306 persones, eren un sector molt actiu dedicat a l'artesania i al comerç.